# Erik Díaz
Erik Díaz Gutiérrez (Santa Clara, 9 de septiembre de 1981) es un realizador audiovisual cubano.

## Biografía
Nació y creció en la ciudad de Santa Clara, Cuba. Con 10 años de edad mostró interés en el mundo de la computación y electrónica sobre todo en la compleja rama de la programación. En 1998 comienza a interesarse por aprender a filmar en cine 8mm y por la fotografía. Luego en el 2000 se inclina por el mundo del sonido en vivo y grabación en estudios. Así con todos los conocimientos adquiridos, a pesar de que se graduó de técnico en nivel medio de electricidad, de manera empírica en febrero de 2003 comienza a realizar sus primeros trabajos de carácter cristiano en video, bajo el nombre de JAHNISI.

## Trasfondo
La mayoría de sus producciones han sido producidas sin presupuesto y con equipos no profesionales. Díaz es considerado uno de los pioneros del audiovisual cristiano cubano.
En Cuba los medios de comunicación son del gobierno cubano, por ende las obras de carácter cristiano en este país no son exhibidas al público. Es por ello que este tipo de producciones tienen su acogida en proyecciones en iglesias y a nivel de copias libres que se hacen y distribuyen en todo el país. El hecho de que algunas obras cristianas sean aceptadas y premiadas en festivales significa que el arte cristiano se está abriendo paso en medio de la sociedad cubana.

## Producciones
Erik Diaz se ha destacado mayormente en la realización de videos musicales, documentales y spots. 
Los vídeos musicales más destacados como realizador han sido:
- (2003) Reflexión – Ignacio Fonseca
- (2003) Perdóname – Ignacio Fonseca
- (2003) Como podré estar triste – Obed Fernández
- (2004) Que bonito es vivir (en vivo) – Interpreta Oscar Medina
- (2006) Fiel Testigo - Interpreta Yadira Linares
- (2006) Basta ya de horror – Interpreta Cecilia del Valle
- (2006) Cuba para ti – Interpretan Vocal Monte de Sion
- (2007) Sin ti nada soy - Interpreta Yadira Linares
- (2007) Llegaste Tú - Interpretan Vocal Monte de Sion
- (2007) Amarte Más – Interpreta Eduardo Cruz
- (2007) Cristiano YOYO - Interpretan Vocal Monte de Sion

Además ha colaborado como director de fotografía y productor ejecutivo en los videos musicales:
- (2007) Vida Nueva vs Vida Vieja – Interpretan Alabanza DC
- (2007) El proveerá – Interpreta Yadira Castillo
- (2007) Contra viento y marea – Interpreta José Daniel Martínez

Su obra más destacada en cuanto al género documental ha sido Más de un siglo al servicio de Jesucristo, la primera obra cristiana galardonada por un festival en Cuba.

## Premios
Ha sido galardonado por el festival de invierno del Cineclub Cubanacan en la categoría de Mejor Edición con la obra “Más de un Siglo al Servicio de Jesucristo” en 2006 y mejor videoclip con la obra “Cristiano YOYO” en 2008.